# Tommy Schmid
Pour les articles homonymes, voir Schmid.
Tommy Schmid, né le 23 avril 1988 à Trondheim (Norvège), est un spécialiste norvégien du combiné nordique. Il a fait partie de l'équipe nationale suisse, mais court désormais sous les couleurs norvégiennes,,. Il est le frère de Jan Schmid, également coureur du combiné nordique de haut niveau.

## Carrière
Actif depuis l'hiver 2004-2005, il fait ses débuts en Coupe du monde le 30 décembre 2007 à Oberhof. Il monte sur son premier et seul podium en Coupe du monde trois mois plus tard, lors de la manche de Zakopane en Pologne, où il s'est classé deuxième. Il s'agit du premier podium d'un Suisse en Coupe du monde depuis 1998. Encore junior, il est médaillé d'argent aux Championnats du monde de sa catégorie une semaine plus tard également à Zakopane. Il a ensuite représenté la Suisse aux Jeux olympiques d'hiver de 2010 à Vancouver avec comme meilleur résultat individuel, une seizième place au grand tremplin. En 2011, alors qu'il décide de prendre la nationalité norvégienne, il annonce qu'il met sa carrière en pause en raison de problèmes de santé.

## Palmarès

### Jeux olympiques d'hiver
| Épreuve / Édition | Épreuve / Édition | Vancouver 2010 |
| Gundersen         | Petit tremplin    | 40e            |
| Gundersen         | Grand tremplin    | 16e            |
| Par équipes       | Par équipes       | 9e             |

### Coupe du monde
- Meilleur classement général : 34e en 2008.
- 1 podium individuel : 1 deuxième place, sur le sprint du 24 février 2008 de Zakopane (Pologne).

#### Différents classements en Coupe du monde
| Année     | Classement général final |
| 2007-2008 | 34e                      |
| 2008-2009 | 61e                      |
| 2009-2010 | 53e                      |
| 2010-2011 | 53e                      |

### Universiades
- Universiade de 2011 à Erzurum (Turquie) :
  -  Médaille d'or en sprint
  -  Médaille de bronze en Gundersen

### Championnats du monde juniors
- médaille d'argent du sprint à Zakopane en 2008.